# Simca 1100
El Simca 1100 fue un automóvil comercializado desde 1967 hasta 1982 (sus variantes comerciales hasta 1986) por la división Simca de Chrysler Europe. Sentó las bases de lo que en la siguiente década se convertiría en el Segmento C europeo, adelantándose a los Alfa Romeo Alfasud, Austin Allegro y  Volkswagen Golf. Fue reemplazado por el Talbot Horizon. Se conoció como Simca 1200 en España, donde fue nombrado Coche del Año en 1975. En el resto de Europa fue llamado Simca 1100, y algunos modelos vendidos en el Reino Unido y otros pocos exportados a Estados Unidos fueron llamados Simca 1204.
El Simca 1200 en España sufrió cambios estéticos y funcionales en 2 ocasiones; en un inicio la parrilla delantera es cromada, el salpicadero está vinilizado en madera con el cuentakilómetros lineal como otros modelos de la época, el portón trasero continúa la forma de los pilares traseros componiéndose de dos partes planas incluyendo la luneta trasera simple, el agua del limpia parabrisas se dispersaba pisando un cebador a la izquierda del embrague, al más puro estilo Barreiros, pilotos traseros estrechos con intermitentes, posición  y freno, las puertas se abrían mediante un botón junto al tirador, llantas de acero en 12 pulgadas, los asientos traseros no eran abatibles y la bandeja no era extraíble.  La primera renovación se realizó tan solo 2 años después de su lanzamiento; el salpicadero adoptó un cuentakilómetros y unos marcadores esféricos;  el volante pasó a tener 3 radios en lugar de 2; las llantas ya eran en 13 pulgadas —al incorporar pinzas de freno delanteras no era posible seguir montando las obsoletas en 12—; la luneta del portón trasero —su forma era ahora más abombada— pasaba a ser térmica ; y el tirador del maletero adoptó una forma más ergonómica. En 1974 se realizó la segunda y más importante renovación; el salpicadero cambia de forma radical, de chapa con el frente de espuma recubierto en polipiel, tiene un cuadro de instrumentos con más indicadores —como el detector de pastillas desgastadas o el nivel de líquido de frenos— e incluye un hueco para la radio; el frontal ahora tiene una parrilla negra con 2 líneas superiores y 2 inferiores en color cromo; las puertas montan manetas en lugar de tiradores; los asientos son abatibles y la bandeja extraíble, aumentando así su capacidad de carga; la zaga ahora cuenta con pilotos más anchos que incorporan luz de marcha atrás y antiniebla  (funcionales solo mediante opción); asientos con reposacabezas (dependiendo del nivel de acabado); y limpiaparabrisas con palanca independiente y difusor de agua eléctrico. De forma errónea a los simcas vendidos en el 1974 y 1975 se les denomina entreseries por tener la parrilla frontal de una primera serie con los demás componentes de una segunda serie, excepto los break, que en ningún momento incorporan luz de marcha atrás ni antinieblas de origen, aunque si se podían solicitar en el concesionario poste venta.

## Proyecto
El 1100 se remonta al proyecto VLBB (Voiture Legère Berline Break), auspiciado por el patrón de Simca, Enrico Teodoro Pigozzi y por el grupo Fiat, accionista mayoritario de la casa francesa.
El proyecto VLBB fue concebido con base en una investigación de mercado realizada por Simca a principios de la década de 1960, que mostraba la creciente popularidad de los vehículos de tracción delantera en Francia —donde Citroën había absorbido a Panhard (para cubrir entre ambas todo el espectro del mercado), Renault acababa de presentar el Renault 4 (1961) mientras desarrollaba el R-16 y Peugeot trabajaba en el 204—, ya que proporcionaban una mejor utilización del espacio y una mayor comodidad en los vehículos pequeños. En la primavera de 1962, Simca se plantea el objetivo de lanzar en 1966-67 una nueva gama de vehículos de tracción delantera que incluiría sedanes, familiares y vehículos comerciales, de modo que todos ellos se mantuvieran dentro de la categoría fiscal francesa de 6CV, situándose esta gama entre el Simca 1000 (5 CV) y el Simca 1300 (7 CV). 
Se probaron configuraciones de motor transversales y longitudinales, y en 1963 se aprobó la configuración de motor transversal inspirada en la entonces novísima "disposición Giacosa" del Autobianchi Primula, diseñado en el seno del grupo Fiat;  tracción delantera con motor transversal, caja de cambios en continuación del cigüeñal, semiejes de desigual longitud y ventilador de accionamiento  eléctrico.
En 1963 el grupo americano Chrysler aumenta su participación en el capital de Simca haciéndose con el 65 %, lo que provoca la renuncia de Pigozzi en favor de Georges Hereil, más próximo a las posiciones americanas desde la época de la compra de la Ford francesa. La nueva dirección de la compañía encontró no pocas dificultades para convencer a la sede de Míchigan de la necesidad de arriesgar con tal cantidad de novedades potencialmente problemáticas, hasta entonces solo vistas en el anecdótico Autobianchi. Finamente el desarrollo del vehículo de tamaño medio y tracción delantera continúa a cargo de los ingenieros Philippe Grundeler y Charles Scales como "Proyecto 928", siempre sobre la base de la disposición Giacosa del Primula.
Aprobando el proyecto en 1964, se marca el objetivo de entrar en producción en el verano de 1967. El proyecto incluiría el desarrollo de una nueva transmisión, y el uso de una versión mayor del motor del Simca 1000, incrementándolo hasta los 1118 cm³ (el Simca 1000 empleaba un motor Poissyde 944 cm³, y el 1500 un motor Poissy de 1,5 l).

## Presentación
Al presentarse en primer lugar en Cerdeña y en el Salón del Automóvil de París de 1967, el 1100 tenía como el Primula un diseño moderno de dos volúmenes con portón trasero muy bien adaptado al estilo de los Simca 1000 y 1300, con asiento trasero abatible (dejando una superficie de carga totalmente plana) frenos de disco delanteros (de doble pistón, algo increíble en un coche de su segmento, aún hasta muchos años después), dirección de piñón y cremallera, suspensión independiente en ambos trenes que empleaba con barra de torsión como resorte (las delanteras longitudinales y las traseras transversales) de estilo Chrysler (aunque la propia Chrysler solo las empleaba en suspensiones delanteras) y un gran número de controles. Eran posibles diferentes configuraciones, con transmisión manual, automática y semiautomática. El motor estaba inclinado hacia atrás para permitir un capó delantero más bajo. Motor, caja de cambios y suspensión se montaban sobre un subchasis, de modo que el chasis principal no sufriera demasiado. Se sabe que Volkswagen estudió a fondo el Simca 1100 al diseñar el Volkswagen Golf, después de décadas fabricando únicamente vehículos de tracción y motor traseros. 
Por otro lado, Chrysler, en un principio reticente a la innecesaria complicación de la tracción delantera, utilizó el Simca Horizon, derivado del Simca 1100, como origen de su famosísima plataforma k, empleada en multitud de modelos del grupo 
El 1100 fue tras el Autobianchi Primula, pionero el la popularización de la disposición Giacosa. Hasta la aparición del Prímula, los vehículos de tracción delantera bien montaban el motor en posición longitudinal como los Citroën o los Renault —en este caso para facilitar el uso de mecánicas procedentes de vehículos con motor trasero—, bien montaban la caja de cambios bajo el cigüeñal —como los vehículos de British Motor Corporation— o bien combinaban ambos conceptos como los Triumph o Saab. También fue junto con el Renault 16 uno de los primeros diseños de dos volúmenes, con asientos abatibles y en variantes de tres o cinco puertas. Desde el inicio también se introdujo una versión Break (familiar), junto con diferentes niveles de equipamiento, formando ya desde el principio una gama muy completa y variada.

## Especificaciones

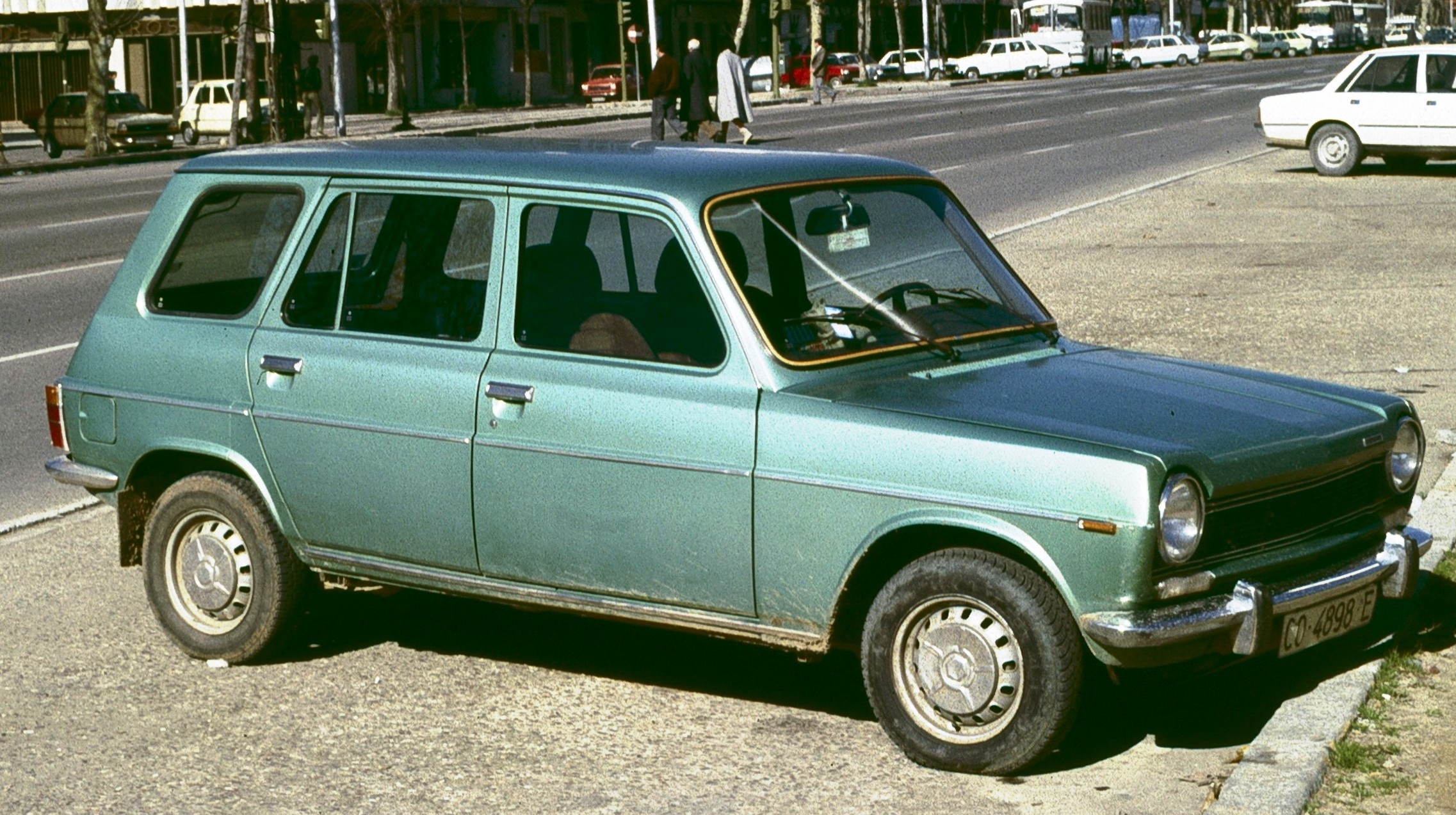
Simca 1200 GLS Break

El 1100 fue equipado con un motor de gasolina Simca tipo 315, con variantes de 944, 1118, 1204 y 1294 cm³, dependiendo del año y mercado. El motor Poissy de 1118 cm³ fue aumentado hasta los 1204 cm³ en 1969 para dar vida al "Simca 1204". Con este nombre se vendió en el mercado británico, así como en pequeñas cantidades en los Estados Unidos.
El 1100 tenía una caja de cambios de cuatro marchas sincronizadas y espacio para cinco personas. También existía una caja de cambios semiautomática de tres velocidades que exigía cambio manual pero contaba con un embrague activado electromecánicamente. La configuración de la transmisión del 1100 fue revolucionaria al ser transversal y axial con el motor, a semejanza del pionero en utilizar esta disposición, el Autobianchi Primula, y acuñando, a diferencia de sus rivales con motor longitudinal o con cambio en el carter, la disposición "motor a un lado, transmisión al otro", popularizada por la mayor parte de los vehículos de tracción delantera fabricados en el mundo desde entonces. En Francia, el 1100 tuvo mucho éxito alcanzando el estado de superventas, pero era menos competitivo para su exportación a mercados no europeos.

## Vehículos derivados
Los primeros derivados en el mercado español,  comenzaron con el simca 1200 ambulancia Cruz Roja Española y Simca 1200 bomberos rescate, compartiendo plataforma siendo esta la de un break (o familiar) con mayor longitud y distancia entre ejes, dotados en ambos casos de las 4 puertas de uso habitual y el portón trasero, y de 3 plazas más camilla en caso de ambulancia y hasta 5 en caso de bomberos, simca 1200 fúnebre compartiendo plataforma con el break teniendo mayor longitud y distancia entre ejes. Simca 1200  Campero, carrocería en fibra y poliéster, en sí, solo comparte chasis, motor, salpicadero y nombre. Un vehículo con vistas a ser un nuevo Mehari y gran rival, ya que el Simca 1200 Campero podía tener 8 plazas en lugar de 4, con techo y laterales desmontable de lona. Varias carrocerías de vehículo comercial ligero (furgonetas y pick-up) se denominaron "Simca VF" (VF por Voiture Fourgonette), vendiéndose desde 1968 hasta 1986, cuatro años después de que el 1100 ya no se comercializara. Estos modelos acuñaron el nombre Dodge en 1976 para el Reino Unido según la política de nombrado de Chrysler Europa. Los comerciales fueron los VF1, VF2, VF3 y pick-up. El VF1 era la versión familiar de 3 puertas con las ventanas laterales ciegas y 2 plazas. El VF2 montaba una caja trasera cuadrada y alta (similar a la de las Renault 4F, aunque más grande). La VF3 poseía una caja más alta (estéticamente se veía un poco desproporcionado). Por hacer un símil, sería lo que la F6 a las Renault 4F. La versión pick-up, su propio nombre lo indica. Montaron durante toda su vida el motor de 1118 cm³, con ligeros cambios de potencia. La denominación "VF", empezó a ser utilizada en 1973, con la aparición del VF2. Hasta entonces, lo que para 1974 sería el VF1, era denominado simplemente "Commerciale". El pick-up aparecería para 1975, así como el VF3 dos años después.
Para la gama 1974 (desde septiembre de 1973) apareció la versión TI con el motor de 1442 cm³ de la 2.ª versión del Special, montando 1 carburador doble (de ahí su nombre, TI, por Twin Induction), al igual que la 1.ª versión del Special (aunque esta con el motor de 1204 cm³). Para la gama 1975 (desde septiembre de 1974) se realizaron algunos cambios estéticos exteriores (pilotos traseros; calandra; manetas de las puertas; e interiores —salpicadero completamente nuevo—). Asimismo, la compañía de ingeniería Matra creó un todocamino sobre el bastidor del 1100 denominado Matra Rancho. Este modelo compartía el frontal, la mitad delantera de la cabina y los largueros de chasis con el Simca 1100/1200 Break .

## Producción
En 1968, la producción ascendió a 138 242 vehículos, alcanzando su máximo en 1973, en el que casi 300 000 vehículos salieron de las plantas de producción. Sin embargo, la producción cayó rápidamente durante 1977, año en que se produjeron 142 000 Simcas 1100; al año siguiente solo se produjo la mitad de vehículos (72 695), y los números bajaron por debajo de los 20 000 en 1981, aunque la producción se mantuvo hasta 1985.
Los Simca 1100 se produjeron en diferentes lugares; en Suecia, la producción local se realizaba por Philipsons, en las mismas cadenas de producción que fabricaban vehículos Mercedes-Benz. 
También en Madrid (España) en la fábrica de Villaverde anteriormente propiedad de Barreiros Diesel. Curiosamente, los 1100 de fabricación española fueron vendidos como Simca 1200 y la versión TI montaba el motor de 1442 cm³ y 85 CV (DIN) del Simca 1308 GT.
Se produjo un total de 2 188 737 vehículos. El reemplazo del 1100 (proyecto C2) se convertiría en el Simca Horizon (posteriormente Talbot Horizon, cuando Peugeot se hizo con Chrysler Europa), y sería un éxito en los Estados Unidos, donde se vendió como Dodge Omni y Plymouth Horizon.

## Motores
El Simca 1100 equipó la siguiente gama de motores:
- 1118 cm³ - 50/53/54/56/58/60 CV
- 1204 cm³ - 59/75  CV
- 1294 cm³ - 75/82 CV
- 1442 cm³ - 85 CV